# IC 5220
IC 5220 — галактика типу Sc (компактна спіральна галактика) у сузір'ї Тукан.
Цей об'єкт міститься в оригінальній редакції індексного каталогу.